# Acrilonitril
Acrilonitrilul este un nitril alifatic nesaturat cu formula chimică CH2=CH-CN. Masa molară a acrilonitrilului este de 53,03 grame/mol. Punctul de topire este de -82° Celsius, iar punctul de fierbere este de 78° Celsius.

## Obținere
Acrilonitrilul se obține prin adiția acidului cianhidric la acetilenă:
{\displaystyle {\ce {HC\equiv CH\ +HCN->H2C=CH-CN}}}
La nivel industrial, se obține în urma reacției de amonoxidare catalitică a propilenei:
{\displaystyle {\ce {CH3CH=CH2 + 3/2 O2 + NH3 -> N#CCH=CH2 + 3 H2O}}}
Prin hidroliză formează acidul acrilic, având mare tendință de polimerizare.

## Caracteristici
Este o substanță lichidă, incoloră, cu miros particular; este solubilă în apă și în solvenți organici.

## Utilizări
Acrilonitrilul este folosit pentru obținerea poliacrilonitrilului(prin procesul de polimerizare), compus macromolecular ce se utilizează pentru obținerea fibrelor sintetice (melană), a cauciucului sintetic (pentru roțile autoturismelor), etc. Mai este folosit în sinteza organică drept agent de cianoetilare (în reacții cu alcooli, în special).